# Frankfurt Lions
Les Frankfurt Lions sont un club allemand de hockey sur glace professionnel qui était basé à Francfort-sur-le-Main dans la Hesse. Il voit le jour en 1991, succédant à la section hockey du Eintracht Francfort. Un des clubs fondateurs de la Deutsch Eishockey Liga en 1994, les Lions remportent le titre de champion en 2004. Le club disparait en 2010 en raison de difficultés financières.

## Palmarès
- Vainqueur de la Deutsche Eishockey-Liga : 2004.

## Historique
Le club fut fondé en 1959 comme section hockey sur glace du célèbre club sportif SG Eintracht Francfort. En 1969, il accède à la Bundesliga (première division) mais redescend aussitôt en Oberliga.
En 1982, l'Eintracht, qui jouait jusque-là dans une patinoire découverte située à côté du Waldstadion, emménage dans une nouvelle patinoire couverte, l'Eissporthalle Frankfurt. Les résultats sportifs s'améliorent aussi puisque l'équipe remonte en première division en 1986.
En 1991, la section hockey ayant accumulé une dette de 7 millions de marks, elle est contrainte de se séparer du club principal pour en créer un nouveau : Frankfurter ESC "Die Löwen". Mais le nouveau club doit redémarrer en Regionalliga (quatrième division), ce qui ne refroidit pas l'enthousiasme des supporters puisque la patinoire accueille 5700 spectateurs de moyenne cette saison-là. Après trois montées en trois ans, le club retrouve l'élite en 1994, et en profite pour prendre son nom actuel, Lions de Francfort. En 2010, le club fait faillite. Il est exclu de la DEL le 30 juin 2010.